# Friedrich Adolf Philippi
Friedrich Adolf Philippi, född den 15 oktober 1809 i Berlin, död den 29 augusti 1882 i Rostock, var en tysk evangelisk-luthersk teolog. 
Till börden jude, övergick Philippi 1829, som student i Leipzig, offentligen till kristendomen. Han bedrev till en början, i Berlin och Leipzig, humanistiska, särskilt filologiska, studier och var under några år gymnasielärare i klassiska språk, men lämnade 1834 denna bana för att ägna sig åt teologiska studier. Han blev 1837 docent i Berlin, där han trädde i nära förbindelse med Hengstenberg och dennes krets, 1841 professor i systematisk teologi i Dorpat och 1851 professor i systematisk teologi i Rostock. Hans mest betydande arbeten är Kommentar zum Römerbrief (1848–1850; 4:e upplagan 1896) och framför allt Kirchliche Glaubenslehre (6 band, 1854–1879; 3:e upplagan 1883–1890).
Som teolog tillhörde Philippi den konfessionella riktningens yttersta högra flygel. Mot den från samma riktning utgångne Johann Christian Konrad von Hofmanns framställning av försoningsläran uppträdde han med skärpa i flera stridsskrifter. Einar Billing skriver i Nordisk familjebok: "[H]ans egen dogmatiska åskådning har genomgående karaktären af en med betydande energi och skarpsinne genomförd repristination af den gammallutherska ortodoxismens ståndpunkt. I ett visst, särskildt i hans försoningslära framträdande, kyligt rättsligt drag torde ett inflytande från hans judiska uppfostran kunna spåras."